# Coccoloba cowellii
Coccoloba cowellii är en slideväxtart som beskrevs av Nathaniel Lord Britton. Coccoloba cowellii ingår i släktet Coccoloba och familjen slideväxter. Inga underarter finns listade i Catalogue of Life.